# Адышево
Адышево — село в Оричевском районе Кировской области России. Административный центр Адышевского сельского поселения.

## География
Село находится в центральной части Кировской области, в подзоне южной тайги, на берегах реки Шмелиха, при автодороге 33Н-027, на расстоянии приблизительно 23 км (по прямой) к востоку-юго-востоку (ESE) от посёлка городского типа Оричи, административного центра района. Абсолютная высота — 143 м над уровнем моря.
Климат
Климат характеризуется как континентальный, умеренно холодный. Среднегодовая температура — 1,6 °C. Средняя температура воздуха самого холодного месяца (января) составляет −14,3 °C (абсолютный минимум — −45 °С); самого тёплого месяца (июля) — 17,8 °C (абсолютный максимум — 37 °С). Безморозный период длится в течение 114—122 дней. Годовое количество атмосферных осадков — 500—550 мм, из которых около 70 % выпадает в тёплый период. Снежный покров устанавливается в середине ноября и держится 160—170 дней.

## Население
| 2010 |
| ---- |
| 1111 |

Половой состав
По данным Всероссийской переписи населения 2010 года, в гендерной структуре населения мужчины составляли 47,9 %, женщины — соответственно 52,1 %.
Национальный состав
Согласно результатам переписи 2002 года, в национальной структуре населения русские составляли 92 % из 1031 чел.

## Улицы
| - ул. 70 лет Октября, - ул. Васильковая, - ул. Зелёная, - ул. Дальняя, - ул. Дружбы, - ул. Заречная, - ул. Зелёная, | - ул. Колхозная, - ул. Комсомольская, - пер. Котельный, - ул. Лесная, - ул. Молодёжная, - ул. Новая, - ул. Первомайская, | - ул. Пионерская, - ул. Полевая, - ул. Почтовая, - ул. Просторная, - ул. Романтиков, - ул. Садовая, - ул. Советская, | - ул. Сосновая, - ул. Строителей, - ул. Урожайная, - ул. Цветочная, - ул. Школьная, - ул. Шмелевская, - ул. Юбилейная. |